# National Basketball Association-slutspel
National Basketball Association-slutspelet äger rum i slutet av NBA-säsongen. Vinnaren av finalen koras till NBA-mästare. Slutspelsmatcherna spelas i en  bäst av sju-serie.

## Finaler
| Säsong    | Vinnare                | Tvåa                   | Finalserien |
| --------- | ---------------------- | ---------------------- | ----------- |
| 1946/1947 | Philadelphia Warriors  | Chicago Stags          | 4–1         |
| 1947/1948 | Baltimore Bullets      | Philadelphia Warriors  | 4–2         |
| 1948/1949 | Minneapolis Lakers     | Washington Capitols    | 4–2         |
| 1949/1950 | Minneapolis Lakers     | Syracuse Nationals     | 4–2         |
| 1950/1951 | Rochester Royals       | New York Knicks        | 4–3         |
| 1951/1952 | Minneapolis Lakers     | New York Knicks        | 4–3         |
| 1952/1953 | Minneapolis Lakers     | New York Knicks        | 4–1         |
| 1953/1954 | Minneapolis Lakers     | Syracuse Nationals     | 4–3         |
| 1954/1955 | Syracuse Nationals     | Fort Wayne Pistons     | 4–3         |
| 1955/1956 | Philadelphia Warriors  | Fort Wayne Pistons     | 4–1         |
| 1956/1957 | Boston Celtics         | St. Louis Hawks        | 4–3         |
| 1957/1958 | St. Louis Hawks        | Boston Celtics         | 4–2         |
| 1958/1959 | Boston Celtics         | Minneapolis Lakers     | 4–0         |
| 1959/1960 | Boston Celtics         | St. Louis Hawks        | 4–3         |
| 1960/1961 | Boston Celtics         | St. Louis Hawks        | 4–1         |
| 1961/1962 | Boston Celtics         | Los Angeles Lakers     | 4–3         |
| 1962/1963 | Boston Celtics         | Los Angeles Lakers     | 4–2         |
| 1963/1964 | Boston Celtics         | San Francisco Warriors | 4–1         |
| 1964/1965 | Boston Celtics         | Los Angeles Lakers     | 4–1         |
| 1965/1966 | Boston Celtics         | Los Angeles Lakers     | 4–3         |
| 1966/1967 | Philadelphia 76ers     | San Francisco Warriors | 4–2         |
| 1967/1968 | Boston Celtics         | Los Angeles Lakers     | 4–2         |
| 1968/1969 | Boston Celtics         | Los Angeles Lakers     | 4–3         |
| 1969/1970 | New York Knicks        | Los Angeles Lakers     | 4–3         |
| 1970/1971 | Milwaukee Bucks        | Baltimore Bullets      | 4–0         |
| 1971/1972 | Los Angeles Lakers     | New York Knicks        | 4–1         |
| 1972/1973 | New York Knicks        | Los Angeles Lakers     | 4–1         |
| 1973/1974 | Boston Celtics         | Milwaukee Bucks        | 4–3         |
| 1974/1975 | Golden State Warriors  | Washington Bullets     | 4–0         |
| 1975/1976 | Boston Celtics         | Phoenix Suns           | 4–2         |
| 1976/1977 | Portland Trail Blazers | Philadelphia 76ers     | 4–2         |
| 1977/1978 | Washington Bullets     | Seattle SuperSonics    | 4–3         |
| 1978/1979 | Seattle SuperSonics    | Washington Bullets     | 4–1         |
| 1979/1980 | Los Angeles Lakers     | Philadelphia 76ers     | 4–2         |
| 1980/1981 | Boston Celtics         | Houston Rockets        | 4–2         |
| 1981/1982 | Los Angeles Lakers     | Philadelphia 76ers     | 4–2         |
| 1982/1983 | Philadelphia 76ers     | Los Angeles Lakers     | 4–0         |
| 1983/1984 | Boston Celtics         | Los Angeles Lakers     | 4–3         |
| 1984/1985 | Los Angeles Lakers     | Boston Celtics         | 4–2         |
| 1985/1986 | Boston Celtics         | Houston Rockets        | 4–2         |
| 1986/1987 | Los Angeles Lakers     | Boston Celtics         | 4–2         |
| 1987/1988 | Los Angeles Lakers     | Detroit Pistons        | 4–3         |
| 1988/1989 | Detroit Pistons        | Los Angeles Lakers     | 4–0         |
| 1989/1990 | Detroit Pistons        | Portland Trail Blazers | 4–1         |
| 1990/1991 | Chicago Bulls          | Los Angeles Lakers     | 4–1         |
| 1991/1992 | Chicago Bulls          | Portland Trail Blazers | 4–2         |
| 1992/1993 | Chicago Bulls          | Phoenix Suns           | 4–2         |
| 1993/1994 | Houston Rockets        | New York Knicks        | 4–3         |
| 1994/1995 | Houston Rockets        | Orlando Magic          | 4–0         |
| 1995/1996 | Chicago Bulls          | Seattle SuperSonics    | 4–2         |
| 1996/1997 | Chicago Bulls          | Utah Jazz              | 4–2         |
| 1997/1998 | Chicago Bulls          | Utah Jazz              | 4–2         |
| 1998/1999 | San Antonio Spurs      | New York Knicks        | 4–1         |
| 1999/2000 | Los Angeles Lakers     | Indiana Pacers         | 4–2         |
| 2000/2001 | Los Angeles Lakers     | Philadelphia 76ers     | 4–1         |
| 2001/2002 | Los Angeles Lakers     | New Jersey Nets        | 4–0         |
| 2002/2003 | San Antonio Spurs      | New Jersey Nets        | 4–2         |
| 2003/2004 | Detroit Pistons        | Los Angeles Lakers     | 4–1         |
| 2004/2005 | San Antonio Spurs      | Detroit Pistons        | 4–3         |
| 2005/2006 | Miami Heat             | Dallas Mavericks       | 4–2         |
| 2006/2007 | San Antonio Spurs      | Cleveland Cavaliers    | 4–0         |
| 2007/2008 | Boston Celtics         | Los Angeles Lakers     | 4–2         |
| 2008/2009 | Los Angeles Lakers     | Orlando Magic          | 4–1         |
| 2009/2010 | Los Angeles Lakers     | Boston Celtics         | 4–3         |
| 2010/2011 | Dallas Mavericks       | Miami Heat             | 4–2         |
| 2011/2012 | Miami Heat             | Oklahoma City Thunder  | 4–1         |
| 2012/2013 | Miami Heat             | San Antonio Spurs      | 4–3         |
| 2013/2014 | San Antonio Spurs      | Miami Heat             | 4–1         |
| 2014/2015 | Golden State Warriors  | Cleveland Cavaliers    | 4–2         |
| 2015/2016 | Cleveland Cavaliers    | Golden State Warriors  | 4–3         |
| 2016/2017 | Golden State Warriors  | Cleveland Cavaliers    | 4–1         |
| 2017/2018 | Golden State Warriors  | Cleveland Cavaliers    | 4–0         |
| 2018/2019 | Toronto Raptors        | Golden State Warriors  | 4–2         |
| 2019/2020 | Los Angeles Lakers     | Miami Heat             | 4–2         |
| 2020/2021 | Milwaukee Bucks        | Phoenix Suns           | 4–2         |
| 2021/2022 | Golden State Warriors  | Boston Celtics         | 4–2         |
| 2022/2023 | Denver Nuggets         | Miami Heat             | 4-1         |
| 2023/2024 | Boston Celtics         | Dallas Mavericks       | 4-1         |
| 2024/2025 | Oklahoma City Thunder  | Indiana Pacers         | 4-3         |